# Amstel Gold Race
L'Amstel Gold Race è una corsa in linea di ciclismo su strada maschile che si tiene nella provincia del Limburgo, nei Paesi Bassi, ogni anno nel mese di aprile.
È una delle tre corse classiche delle Ardenne insieme alla Freccia Vallone e alla Liegi-Bastogne-Liegi.
Dal 2005 fa parte del circuito UCI ProTour, sostituito, a partire dalla stagione 2011, dall'UCI World Tour.

## Storia
Deve il suo nome alla Amstel, casa produttrice di birra, che la sponsorizza fin dalla sua prima edizione, disputata il 30 aprile 1966. Ha fatto parte della Coppa del mondo di ciclismo su strada fin dal 1989 e, con l'abolizione di quest'ultima, è stata inserita nel calendario del circuito UCI ProTour prima, e di quello World Tour poi.
Primatista di vittorie della competizione è l'olandese Jan Raas, con cinque vittorie, di cui quattro consecutive.

## Percorso
Nel corso degli anni il tracciato di gara, caratterizzato dalle frequenti côtes, brevi strappi collinari che caratterizzano il sud dei Paesi Bassi, ha subito numerosi cambiamenti. Dal 2003 la sede di arrivo è posta a Valkenburg aan de Geul, sulla collina del Cauberg, nel Limburgo; precedentemente l'arrivo era a Maastricht che, comunque, rimane sede di partenza della classica olandese. Dal 2013 al 2016 l'arrivo è stato posto circa 1,5 km dopo la cima del Cauberg, così come avvenuto per i campionati del mondo del 2012. Nell'edizione 2017, tuttavia, il percorso è stato modificato, con l'ultimo passaggio sul Cauberg anticipato a circa 19 km dal traguardo.

## Albo d'oro
Aggiornato all'edizione 2025.
| Anno | Vincitore                                    | Secondo                                      | Terzo                                        |
| ---- | -------------------------------------------- | -------------------------------------------- | -------------------------------------------- |
| 1966 | Jean Stablinski                              | Bernard Van De Kerckhove                     | Jan Hugens                                   |
| 1967 | Arie den Hartog                              | Cees Lute                                    | Harry Steevens                               |
| 1968 | Harry Steevens                               | Roger Rosiers                                | Daniel Van Ryckeghem                         |
| 1969 | Guido Reybrouck                              | Jos Huysmans                                 | Eddy Merckx                                  |
| 1970 | Georges Pintens                              | Willy Van Neste                              | André Dierickx                               |
| 1971 | Frans Verbeeck                               | Gerben Karstens                              | Roger Rosiers                                |
| 1972 | Walter Planckaert                            | Willy De Geest                               | Joop Zoetemelk                               |
| 1973 | Eddy Merckx                                  | Frans Verbeeck                               | Herman Van Springel                          |
| 1974 | Gerrie Knetemann                             | Walter Planckaert                            | Walter Godefroot                             |
| 1975 | Eddy Merckx                                  | Freddy Maertens                              | Joseph Bruyère                               |
| 1976 | Freddy Maertens                              | Jan Raas                                     | Luc Leman                                    |
| 1977 | Jan Raas                                     | Gerrie Knetemann                             | Hennie Kuiper                                |
| 1978 | Jan Raas                                     | Francesco Moser                              | Joop Zoetemelk                               |
| 1979 | Jan Raas                                     | Henk Lubberding                              | Sven-Åke Nilsson                             |
| 1980 | Jan Raas                                     | Alfons De Wolf                               | Sean Kelly                                   |
| 1981 | Bernard Hinault                              | Roger De Vlaeminck                           | Alfons De Wolf                               |
| 1982 | Jan Raas                                     | Stephen Roche                                | Gregor Braun                                 |
| 1983 | Phil Anderson                                | Jan Bogaert                                  | Jan Raas                                     |
| 1984 | Jacques Hanegraaf                            | Kim Andersen                                 | Patrick Versluys                             |
| 1985 | Gerrie Knetemann                             | Jozef Lieckens                               | Johnny Broers                                |
| 1986 | Steven Rooks                                 | Joop Zoetemelk                               | Ronny Van Holen                              |
| 1987 | Joop Zoetemelk                               | Steven Rooks                                 | Malcolm Elliott                              |
| 1988 | Jelle Nijdam                                 | Steven Rooks                                 | Claude Criquielion                           |
| 1989 | Eric Van Lancker                             | Claude Criquielion                           | Steve Bauer                                  |
| 1990 | Adrie van der Poel                           | Luc Roosen                                   | Jelle Nijdam                                 |
| 1991 | Frans Maassen                                | Maurizio Fondriest                           | Dirk De Wolf                                 |
| 1992 | Olaf Ludwig                                  | Johan Museeuw                                | Dmitrij Konyšev                              |
| 1993 | Rolf Järmann                                 | Gianni Bugno                                 | Jens Heppner                                 |
| 1994 | Johan Museeuw                                | Bruno Cenghialta                             | Marco Saligari                               |
| 1995 | Mauro Gianetti                               | Davide Cassani                               | Beat Zberg                                   |
| 1996 | Stefano Zanini                               | Mauro Bettin                                 | Johan Museeuw                                |
| 1997 | Bjarne Riis                                  | Andrea Tafi                                  | Beat Zberg                                   |
| 1998 | Rolf Järmann                                 | Maarten den Bakker                           | Michele Bartoli                              |
| 1999 | Michael Boogerd                              | Lance Armstrong                              | Gabriele Missaglia                           |
| 2000 | Erik Zabel                                   | Michael Boogerd                              | Markus Zberg                                 |
| 2001 | Erik Dekker                                  | Lance Armstrong                              | Serge Baguet                                 |
| 2002 | Michele Bartoli                              | Sergej Ivanov                                | Michael Boogerd                              |
| 2003 | Aleksandr Vinokurov                          | Michael Boogerd                              | Danilo Di Luca                               |
| 2004 | Davide Rebellin                              | Michael Boogerd                              | Paolo Bettini                                |
| 2005 | Danilo Di Luca                               | Michael Boogerd                              | Mirko Celestino                              |
| 2006 | Fränk Schleck                                | Steffen Wesemann                             | Michael Boogerd                              |
| 2007 | Stefan Schumacher                            | Davide Rebellin                              | Danilo Di Luca                               |
| 2008 | Damiano Cunego                               | Fränk Schleck                                | Alejandro Valverde                           |
| 2009 | Sergej Ivanov                                | Karsten Kroon                                | Robert Gesink                                |
| 2010 | Philippe Gilbert                             | Ryder Hesjedal                               | Enrico Gasparotto                            |
| 2011 | Philippe Gilbert                             | Joaquim Rodríguez                            | Simon Gerrans                                |
| 2012 | Enrico Gasparotto                            | Jelle Vanendert                              | Peter Sagan                                  |
| 2013 | Roman Kreuziger                              | Alejandro Valverde                           | Simon Gerrans                                |
| 2014 | Philippe Gilbert                             | Jelle Vanendert                              | Simon Gerrans                                |
| 2015 | Michał Kwiatkowski                           | Alejandro Valverde                           | Michael Matthews                             |
| 2016 | Enrico Gasparotto                            | Michael Valgren                              | Sonny Colbrelli                              |
| 2017 | Philippe Gilbert                             | Michał Kwiatkowski                           | Michael Albasini                             |
| 2018 | Michael Valgren                              | Roman Kreuziger                              | Enrico Gasparotto                            |
| 2019 | Mathieu van der Poel                         | Simon Clarke                                 | Jakob Fuglsang                               |
| 2020 | annullata a causa della pandemia di COVID-19 | annullata a causa della pandemia di COVID-19 | annullata a causa della pandemia di COVID-19 |
| 2021 | Wout Van Aert                                | Thomas Pidcock                               | Maximilian Schachmann                        |
| 2022 | Michał Kwiatkowski                           | Benoît Cosnefroy                             | Tiesj Benoot                                 |
| 2023 | Tadej Pogačar                                | Ben Healy                                    | Thomas Pidcock                               |
| 2024 | Thomas Pidcock                               | Marc Hirschi                                 | Tiesj Benoot                                 |
| 2025 | Mattias Skjelmose                            | Tadej Pogačar                                | Remco Evenepoel                              |

## Statistiche

### Vittorie per nazione
Aggiornato al 2025.
| Pos. | Nazione       | Vittorie |
| ---- | ------------- | -------- |
| 1    | Paesi Bassi   | 18       |
| 2    | Belgio        | 14       |
| 3    | Italia        | 7        |
| 4    | Germania      | 3        |
| 4    | Svizzera      | 3        |
| 4    | Danimarca     | 3        |
| 7    | Francia       | 2        |
| 7    | Polonia       | 2        |
| 9    | Australia     | 1        |
| 9    | Kazakistan    | 1        |
| 9    | Lussemburgo   | 1        |
| 9    | Rep. Ceca     | 1        |
| 9    | Russia        | 1        |
| 9    | Slovenia      | 1        |
| 9    | Gran Bretagna | 1        |

## Plurivincitori
- Jan Raas, 1977, 1978, 1979, 1980, 1982
- Philippe Gilbert, 2010, 2011, 2014, 2017
- Eddy Merckx, 1973, 1975
- Gerrie Knetemann, 1974, 1985
- Enrico Gasparotto, 2012, 2016
- Michał Kwiatkowski, 2015, 2022